# 미얀마들창코원숭이
미얀마들창코원숭이(Rhinopithecus strykeri) 또는 버마들창코원숭이(Rhinopithecus strykeri)는 미얀마 북부 지방에서 발견되는 콜로부스아과 원숭이의 일종이다. 이 종은 현지에서는 "메이 은와"(mey nwoah, '들창코원숭이'라는 의미)로 알려져 있다. 비 알레르기가 있어서, 비가 오면 들창코로 빗물이 들어가 재채기를 한다. 현지 사람들이 목격한 바에 의하면, 이 원숭이는 비가 오면 무릎 사이에 얼굴을 묻고 머리를 아래쪽을 향한 채로 앉는다.

## 같이 보기
- 들창코원숭이